# آيت أسري (تيموليلت)
آيت أسري هي إحدى مشيخات المملكة المغربية، تتبع جغرافيا لإقليم أزيلال وإداريًا لتيموليلت. يقدر عدد سكانها بـ 3458 نسمة حسب الإحصاء الرسمي للسكان والسكنى لسنة 2004.